# Majda Ankele
Majda Ankele Samaluk, slovenska alpska smučarka, * 6. oktober 1940, Kranj.
Ankeletova je za Jugoslavijo nastopila na Zimskih olimpijskih igrah 1964 v Innsbrucku ter na Zimskih olimpijskih igrah 1968 v Grenoblu.
V Innsbrucku je v smuku osvojila 33., v veleslalomu 25. in v slalomu 23. mesto.
V Grenoblu je v smuku osvojila 36. v veleslalomu 29. in v slalomu 12. mesto.